# Fàbrica de farines La Victòria
La Fàbrica de farines La Victòria és un edifici del municipi de Sant Fruitós de Bages (Bages) protegida com a bé cultural d'interès local.

## Descripció
Es tracta d'un edifici de planta rectangular amb coberta a doble vessant, de tres plantes. Les parets són mixtes, de pedra i obra a les cantonades i emmarcats.
La façana principal, arrebossada, té el mur dividit per unes bandes horitzontals de totxo. Està ornamentada amb un pinyó, on figura la data de construcció de l'edifici, i amb rajoles blaves que, també, es troben a la divisió entre la planta baixa i el primer pis.
Unes grans lletres pintades indiquen la seva primitiva funció "Fàbrica de Harinas La Victoria".
El mur de ponent hi ha adossada una construcció de planta quadrada on hi havia un dipòsit d'aigua i l'escala. Al de llevant, hi ha uns baixos que perllonguen l'edifici.
La seva tipologia és la típica de les farineres de principis de segle.

## Història
Es tracta d'una fàbrica de farines que es construí el 1911 davant la poca rendibilitat que oferia el molí del Galobart de Navarcles als seus propietaris. De fet, la seva construcció, té lloc el mateix moment que s'estengueren les farineres per tot Catalunya.
A principis dels anys 20 del segle xx, patí un incendi i deixà de funcionar com a fàbrica i, fins fa relativament pocs anys, s'ha fet servir pel bestiar.
Avui, els baixos estan buits, sense cap funció, i la primera planta es fa servir com a habitatge.